# Het Wapen van Savoyen
Het Wapen van Savoyen is een gebouw aan de Oude Delft in de plaats Delft, in de Nederlandse provincie Zuid-Holland. Het is een groot monumentaal woonhuis met trapgevel uit 1565.

## Geschiedenis
Op 28 november 1654 kocht Jan Peris Buzijn het kavel en begon de nieuwbouw. Jan Peris Buzijn was houder van banken van lening in Delft en Rotterdam. Zijn achternaam werd ook wel gespeld als Buzin, wat de suggestie opwerpt dat hij wellicht afkomstig was uit Frankrijk. Dit zou de naam van het pand verklaren. De erfgenamen van Buzijn verkochten  het huis aan Dirck Brasser, thesaurier van Delft. In 1632 ging het pand over aan de familie Boogaert. De kleinzoon van de eerste eigenaar, Nicolaas Boogaert, liet de nu nog aanwezige erker boven de voordeur construeren. Na zijn dood werd het huis verkocht aan Christiaan van Kretschmar, heer van Noord-Scharwoude, en in 1789 aan Gerrit Burgerhout. Het was toen beschadigd als gevolg van plunderingen door de Haagse Oranjegezinden op 1 september 1787.
De weduwe van Burgerhout verkocht het huis in 1798 aan de gemeente Delft. Het gebouw werd van 1787 tot 1807 gebruikt als artilleriekazerne. Vervolgens was er negen jaar lang de Latijnse school en de stadsbibliotheek in gevestigd. Daarna kwam er een compagnie geweermakers in en in 1856 kreeg het Burgerlijk Armbestuur het in gebruik.
In de jaren 1955-1957 werd het pand gerestaureerd en verrees er een nieuw archiefdepotgebouw achter het monument. In het monument werden werk- en publieksruimten van het Gemeentearchief ingericht. De gemeente heeft het gebouw in 2016 verkocht. Het archief verliet het pand in juli-augustus 2017 voor een nieuwe huisvesting in Den Hoorn.